# サザン鉄道Q1形蒸気機関車
サザン鉄道Q1形蒸気機関車（サザンてつどうQ1がたじょうききかんしゃ）は、第二次世界大戦中に40両が製造されたイギリスの戦時型蒸気機関車であり、戦時下のサザン鉄道で貨物列車を牽引するためにオリバー・ブレイドによって設計。多くの革新と軽量化を取り入れ、非常に機能的なデザインを生み出した。1966年7月に廃車。トップナンバーの33001(C1)は、イギリス国立鉄道博物館に保存。
本形式の独特な外観は「醜いアヒルの子」、「コーヒーポット」  、「チャーリーズ」、「ビスケット缶」、「ビスケットバレル」、「時計仕掛け」、「フランケンシュタイン」などと酷評されたが、牽引力に優れ、英国の0-6-0貨物用機関車の完成形といえる。

## 背景
ロンドンから南東部の多くが第三軌条方式で電化されたサザン鉄道は、1939年の第二次世界大戦開戦により、ヨーロッパ大陸に近接した立地から重要な戦略拠点として、最前線に立った。貨物輸送が大幅に増加し、大量の物資を運ぶための輸送力を用意する必要があったが限界が生じていた。平時においては、主に旅客輸送がメインであり、機関車の多くは比較的小型の貨物用機関車と客貨両用機関車で構成されていた。
リチャード・マンセルが引退前に設計した車軸配置0-6-0のQ形はヴィクトリア朝時代の流れをくむ旧式の機関車であり、ビッグフォー（統合後の4大私鉄）以前の旧型0-6-0を一掃したが、パフォーマンスは期待外れであったためオリバー・ブレイドはQ形を嫌っていた。そして彼は着任が遅くQ形の建造を中止できなかったことを後悔した。

## 設計
1942年に、彼は最小限の原材料を使用し、余分な機能をすべて取り除いて、英国の鉄道で走る史上最強の0-6-0蒸気機関車を製造した。最初の20両の機関車はブライトン工場で建造され、残りの20両はアシュフォードで建造された。強力で軽量なQ1形は、南部の重量物輸送能力のバックボーンを形成した。機関車の重量は90トン（90.6トン）未満であったため、サザン鉄道の延長97％以上の路線で使用することができた。 

### 設計

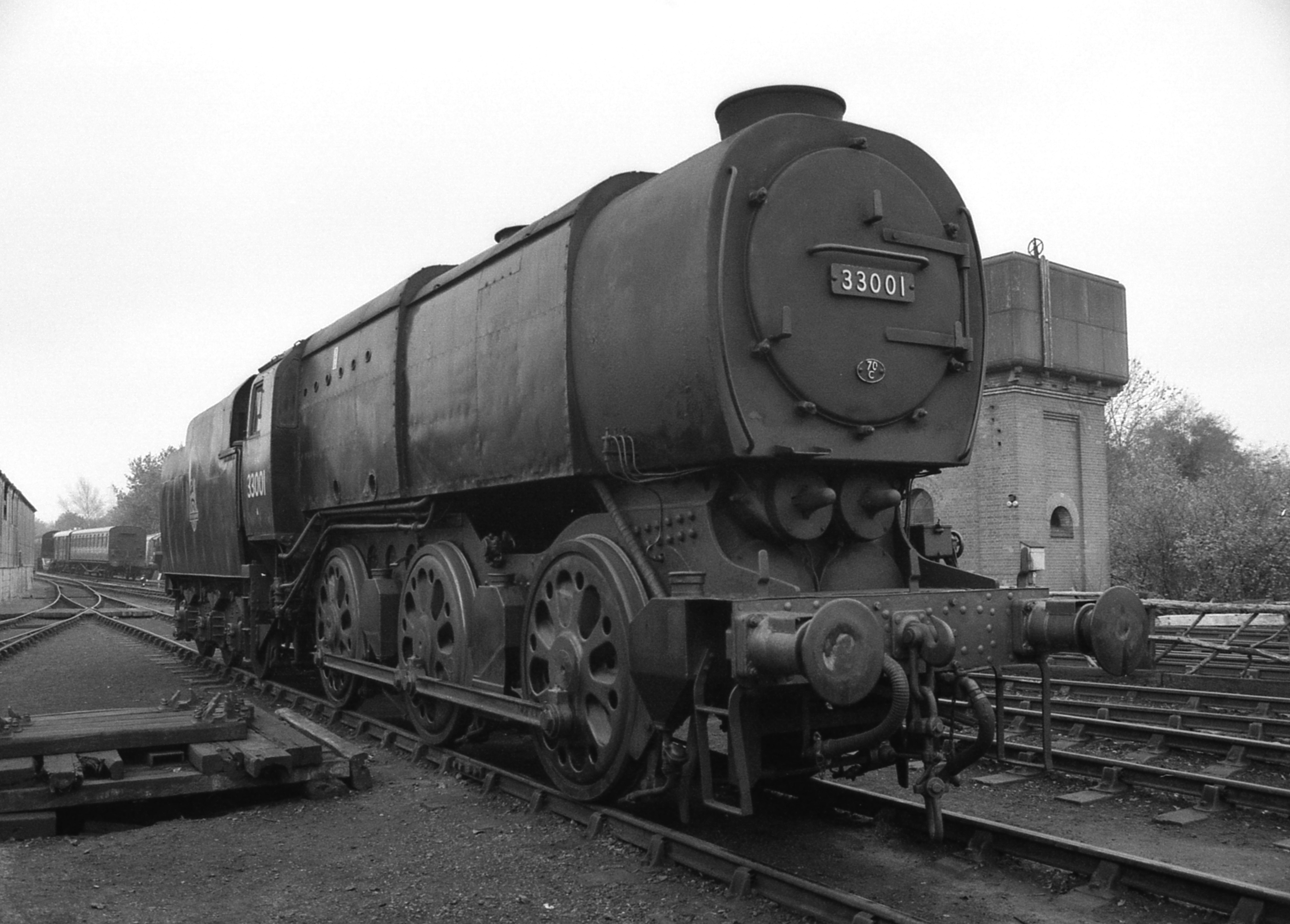
内側シリンダーで急傾斜のピストンバルブが使われている

この機関車の珍しい形は、使用した材料にも起因している。ラギングは「アイダグラス」と呼ばれるガラス繊維断熱材でできており、この素材は戦時中において安価で豊富なものであった。過大な重量を支えることができなかったため、マーチャントネイビー形の機関車と同様に別のケーシングが必要であり、ボイラーには別にサポートが必要であった。ブレイドのパシフィック形機関車の設計とは異なり、鋼ではなく銅の火室が利用された。動輪はパシフィック形のブレイドファースブラウンタイプのフィート1インチ（1.55 m）より小さかった。機関車には、ピストンバルブの外側にスチーブンソン式弁装置を備えた2つのシリンダーがあり、フルギアで6+1⁄8インチ (155.58 mm)の移動および1+5⁄8インチ (41.28 mm)の蒸気ラップ1+5⁄8インチ (41.28 mm)があった。それは5つのノズルのブラストパイプを備えていた。
ボイラーの設計はロード・ネルソン形の設計に基づいており、火室は同じスロートプレートとバックプレートを使用していた。ボイラーバレルの長さは10 ft 6 in (3.20 m)前部の直径は5 ft 0 in (1.52 m)、後部の直径は5 ft 9 in (1.75 m)であった。火格子面積は27 sq ft (2.51 m2)であり、209本のチューブと21本の煙道による加熱面積は1,302 sq ft (120.96 m2)、火室の加熱面積は170 sq ft (15.79 m2)、総蒸発加熱面積は1,472 sq ft (136.75 m2) であり、過熱器の加熱面積は218 sq ft (20.25 m2)であった。

## 運用
本形式は、戦時形の1つであり、装飾よりも機能性を重視しており、ブレイドが設計したSRマーチャントネイビー形やSRウェストカントリーアンドバトルオブブリテン形と同様に、客車用の洗車機により簡単に掃除ができた。
Q1形は、英国で最後に開発された0-6-0貨物用蒸気機関車である。後続のLMS2形やLMSI4形などの中型貨物機関車では、 2-6-0の車軸配置を採用した。0-6-0の車軸配置はイギリス国鉄標準蒸気機関車に採用されなかった。
4大私鉄を統合して発足したイギリス国鉄 (BR)はQ1形を5Fに分類した。これは珍しいことであり、LNER クラスJ20 （5F）、 LNERクラス J39 （4P5F）、およびLNER クラスJ38 （6F）などの少数の例外を除いて、他の0-6-0は4Fを超える分類になっていない。
本形式は、貨物用に設計されたが旅客列車も運行した。しかし、テンダーブレーキを備えておらず、制動力が不十分であるという評判を得た。
軍用列車に活躍、南部路線の運用に不可欠であり、全車両が1960年代まで使用され続けた。BRの近代化計画の実施により英国の鉄道での蒸気運転の終了する中で1963年に廃車が始まった。1966年までに全車両が廃車となった。
| 年     | 年初の数 | 廃車数 | 機関車番号                                         |
| ------ | -------- | ------ | -------------------------------------------------- |
| 1963年 | 40       | 13     | 33002/05/08/11/13/16/19/21/24–25/28/31/37。        |
| 1964年 | 27       | 20     | 33001/03/07/10/12/14–15/17/22–23/29–30/32–36/38–40 |
| 1965年 | 7        | 4      | 33004/09/18/26。                                   |
| 1966年 | 3        | 3      | 33006/20/27。                                      |

## 塗装と番号

### サザン鉄道とブレイドのナンバリングシステム
Q1形の塗色は貨物用の黒色で、キャブ側面にサンシャインイエローの番号があり、テンダーには「サザン」の文字が緑で書かれている。ブレイドは、第一次世界大戦前のウェスティングハウス・エレクトリックのフランス支社での経験と、その紛争中の鉄道運営部門での在職期間に基づいて、大陸スタイルの機関車の命名法を提唱した。サザン鉄道の命名は、この機関車の連結された駆動軸の数が3であることをUIC分類に従って「C」で表し、その後に数をつけてC1からC40までの識別符号をつけている。。

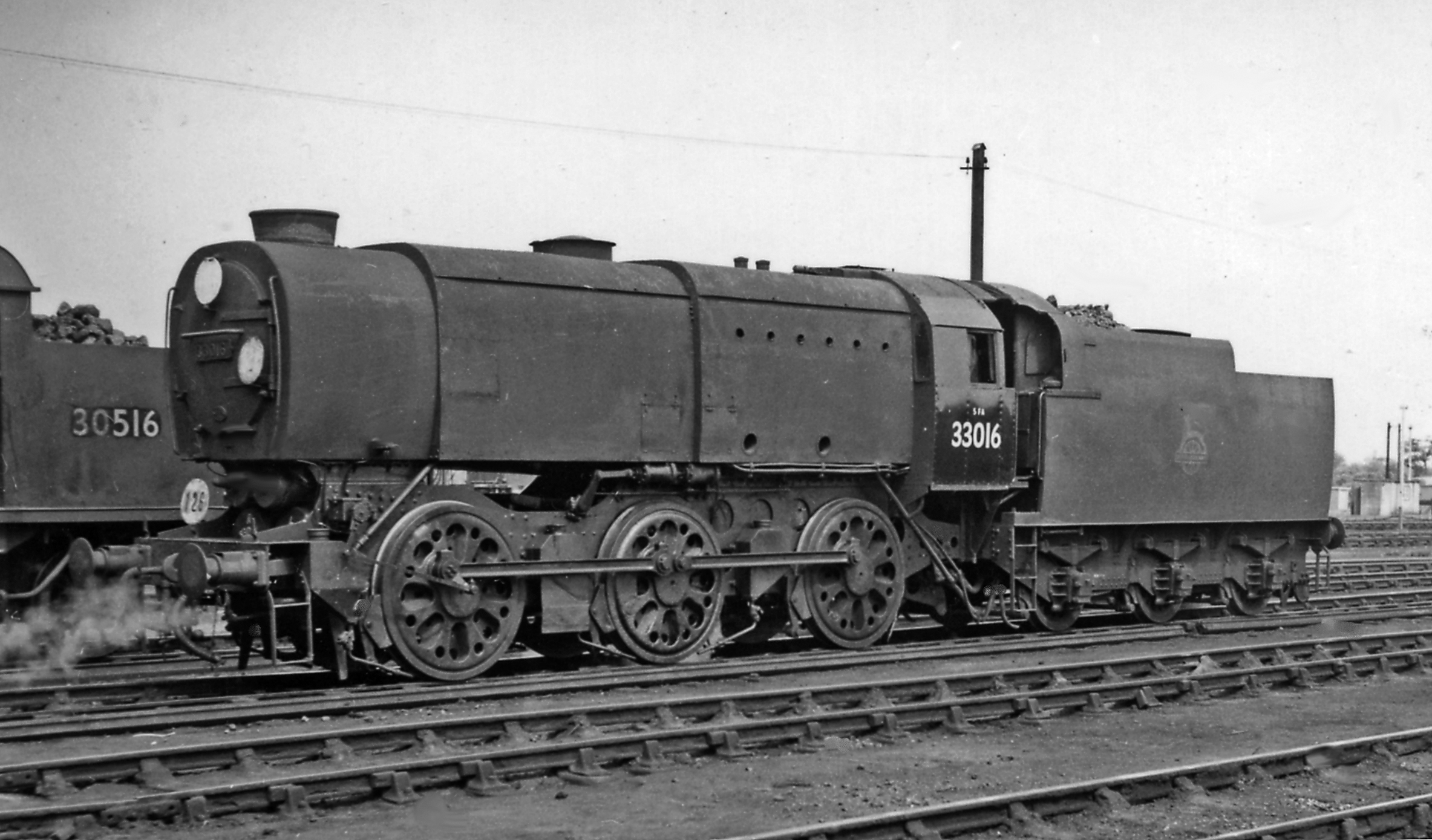
1959年5月11日フェルサム機関車区のNo.33016。

### 1948年の国有化以降
サザン鉄道時代以来黒一色だった塗装は国有化後も引き継がれたが、テンダーの「SOUTHERN」の文字はサンシャインイエローの「BRITISH RAILWAYS」に変更された。さらに1950年以降、テンダーのロゴは国鉄社紋に変更された。イギリス国鉄では5Fに分類され、番号も33001–33040に改番された。

## 保存

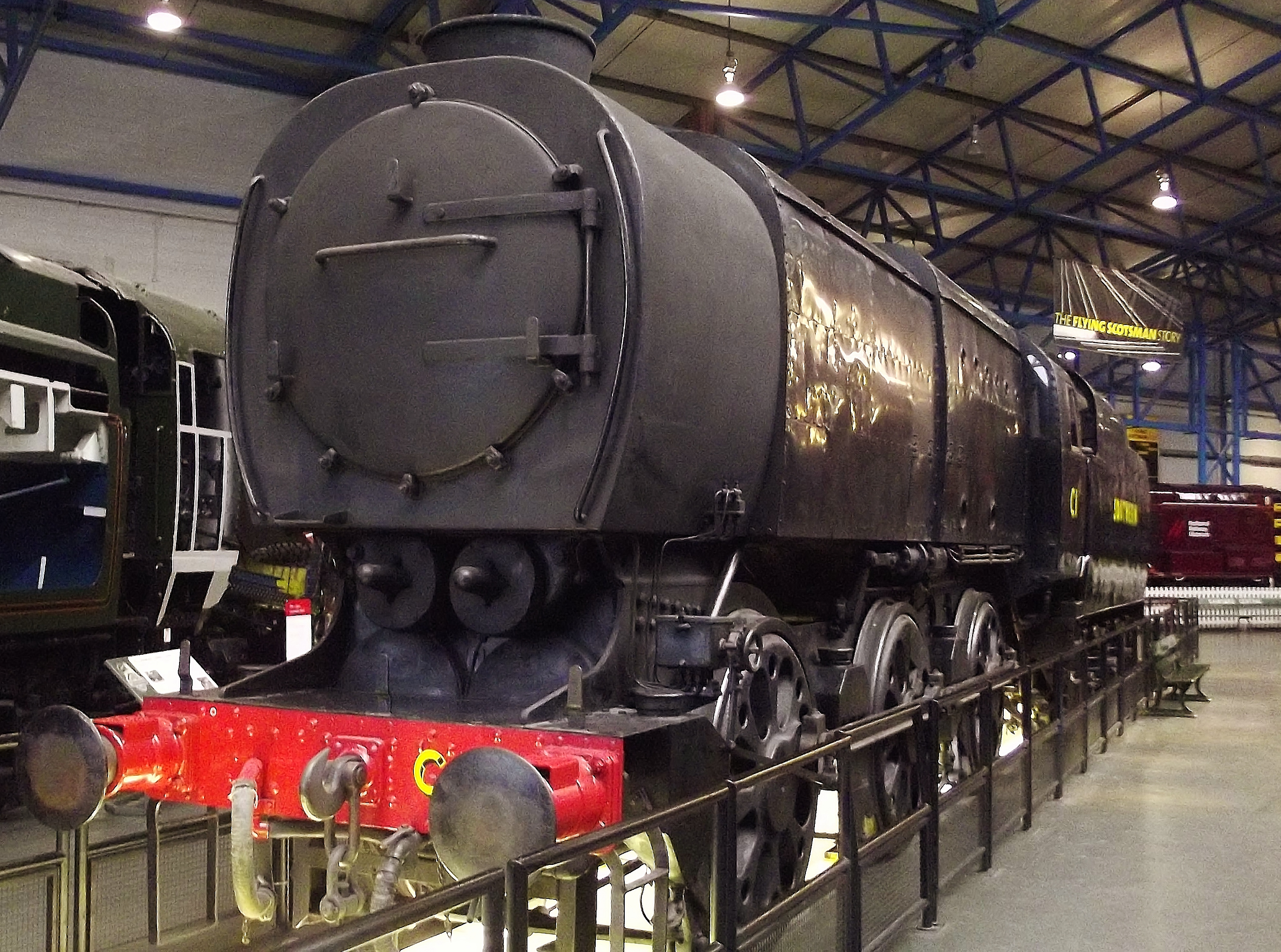
サザンC1（8269510295）

トップナンバーの33001(C1)号1両のみ現存する。それ以外は廃車後、すべて解体された。
33001(C1)は1942年にSRブライトン工場で建造され、新製配置はギルフォード機関区だった。1958年5月にトンブリッジ、さらに1961年2月にフェルサムに転属したものの、1963年9月にギルフォードに戻り、1964年5月に廃車されるまで459,057マイルを走行した。
廃車後はヨーク鉄道博物館 (NRM)によって保存され、SR時代の塗装に復元され、番号も「Q1」に戻されたが、館内では展示されず、1977年以来イーストサセックスのブルーベル鉄道で動態保存され、1992年に最後の大規模なオーバーホールが行われた。
2004年にNRMは同機を5月から6月のレイルフェストでの展示のためにヨークに戻す準備ができているかどうか尋ねたとき、ブルーベル鉄道はすぐに同意した。当時ボイラー検査期限が切れていたが、ブルーベル鉄道では整備する場所もそれまでに保管する屋根も不足しており、またNRMも大戦中でかつ0-6-0の車輪配置の機関車の展示が少なかったため同機の展示を模索していて、両者の利害が一致した形となった。
2004年に初めてヨークの鉄道博物館で公開されたが、番号は国鉄時代の33001に変更された。

## フィクションへの登場
きかんしゃトーマスシリーズに登場する機関車「ネビル」は、Q4形のNo.33010に基づいている。